# Isididae
Isididae är en familj av koralldjur. Isididae ingår i ordningen Alcyonacea, klassen Anthozoa, fylumet nässeldjur och riket djur. Enligt Catalogue of Life omfattar familjen Isididae 137 arter. 

## Bildgalleri

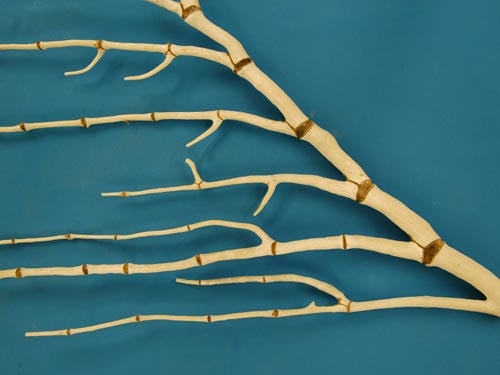

## Dottertaxa till Isididae, i alfabetisk ordning[1]
- Acanella
- Acanthoisis
- Annisis
- Australisis
- Caribisis
- Chathamisis
- Chelidonisis
- Circinisis
- Echinisis
- Florectisis
- Gorgonisis
- Iotisis
- Isidella
- Isis
- Jasminisis
- Keratoisis
- Ktenosquamisis
- Lepidisis
- Lissopholidisis
- Minuisis
- Mopsea
- Muricellisis
- Myriozoisis
- Notisis
- Oparinisis
- Orstomisis
- Pangolinisis
- Paracanthoisis
- Peltastisis
- Plexipomisis
- Primnoisis
- Pteronisis
- Sclerisis
- Sphaerokodisis
- Stenisis
- Tenuisis
- Tethrisis